# Árta (Grèce)
Pour les articles homonymes, voir Arta.
Árta (en grec moderne : Άρτα) est une ville d'Épire en Grèce du nord. Elle est située, à 362 km d'Athènes, dans une boucle du fleuve Árachthos. La ville est dominée par sa forteresse du XIIIe siècle : le frourion. Ses églises byzantines, dont l'église de la Parigoritissa (Notre-Dame de la Consolation), datant de 1290 font, avec son pont du XVIIe siècle, sa réputation touristique.
La ville est aujourd'hui un centre agricole (agrumes principalement) et artisanal (broderies et lainages flokates). Árta est aussi le siège de la métropole d'Árta et de l'Institut technologique de l'Épire.

## Histoire
Fondée par Corinthe dans l'Antiquité, vers 625 avant notre ère, elle s'appelait Ambracie et fut organisée dès le Ve siècle av. J.-C. selon un plan hippodamien en damier.
Elle connut une grande période de prospérité sous Pyrrhus (qui y est enseveli) au IIIe siècle avant notre ère. Elle est prise par les Romains de Marcus Fulvius Nobilior au printemps de l'année 189 av. J.-C. et méthodiquement pillée. Par la suite, elle est vidée par Auguste de ses habitants, qui sont déportés à Nicopolis : Pausanias le Périégète n'y vit plus que ruines. Plus tard, la cité rebâtie entre par la christianisation dans la civilisation byzantine, et c'est de cette époque que datent les églises telle la Panaghía Parigorítissa. La ville est alors connue sous le nom de Narte (Νάρτη).

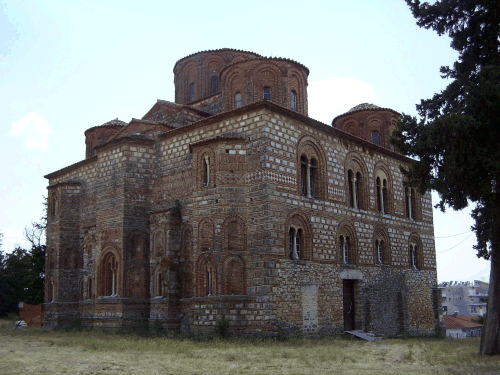
L'Église de la Parigoritissa.

Après la quatrième croisade et la prise de Constantinople par les Latins, l'empereur byzantin Michel Ier Ange Doukas s'installa à Narte, et, en accord de l'empereur Alexis III Ange, il créa le despotat d'Épire. La ville connut alors une seconde phase de prospérité. En 1259, Guillaume II de Villehardouin y épousa Anne Ange Comnène, fille du despote Michel II Doukas.
La famille italienne des Orsini s'en empare entre 1318 et 1337, suivis par l'Empire serbe de Stefan Uroš IV Dušan (1337-1359), puis par divers clans albanais, italiens et valaques (1359-1449). Narte, rebaptisée Narda, devint ottomane de 1449 à 1699 lorsqu'elle passa sous domination vénitienne. Entre 1718 et 1797 elle fut disputée entre Venise et la « Sublime Porte », fut administrée par la France pendant deux ans après le traité de Campo-Formio puis repassa aux Ottomans qui la conservèrent jusqu'en 1881.
Lors de la guerre d'indépendance grecque, Árta fut prise par les Grecs en novembre 1821 et ses quartiers turcs saccagés, mais la ville fut reprise peu après par les Ottomans et ce furent cette fois les quartiers chrétiens qui subirent un pillage.
La cité d'Árta, sur la rive gauche (est) de l'Árachthos, fut attribuée à la Grèce en 1881, au Congrès de Berlin. La rive droite (ouest) resta turque jusqu'en 1913.
Le 16 août 1943, 317 civils furent exécutés dans le village voisin de Komméno par les nazis.
Le 24 mars 1944, la plupart des Juifs de la ville, environ 400 habitants, sont arrêtés par les nazis et déportés vers les camps de la mort.

## Géographie

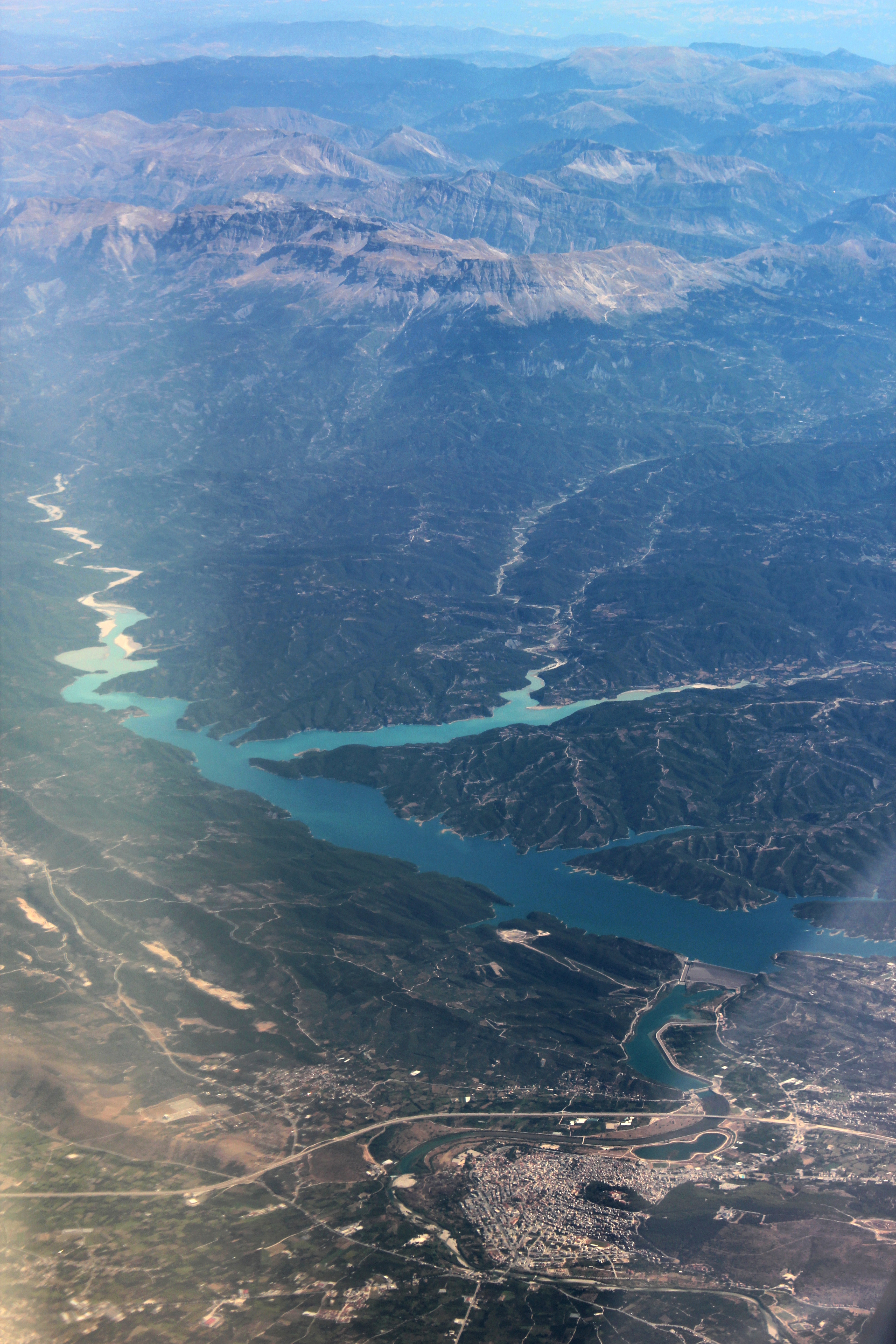
Vue d'avion d'Árta et du lac de barrage de Pournári.

La ville est située dans une boucle de l'Árachthos. Un barrage crée le lac de retenue de Pournári juste en amont de la ville, qui permet d'irriguer l'Épire méridionale.

## Monuments
Árta est dominée par une forteresse (el), le Frourion, transformé en hôtel (le Xénia, l'hôtel créé par l'Office National du Tourisme grec). Au pied du Frourion, se dresse la Roloi, une « tour de l'horloge (el) » datant des années 1650.
Le pont d'Árta est un ouvrage en pierre sur l'Árachthos à peu de distance de la ville. Il est devenu célèbre dans le folklore grec en tant que paralogue. Le chant Σαράντα μαστορόπουλα : « quarante jeunes filles, filles de maîtres maçons » évoque sa construction et le sacrifice humain qu'elle a nécessité — la ballade du maître Manolis des pays roumains a aussi pour thème le sacrifice de l'épouse du maçon pour assurer la pérennité de son œuvre, et le thème des quarante jeunes filles prêtes au sacrifice se retrouve en Bulgarie, à la forteresse du cap Kali Akrotiri. Issu de la ballade, un dicton grec est l'équivalent du dicton latin des « calendes grecques » (ad kalendas graecas) : « ils construisirent toute la journée, et le soir ça s'effondrait ». La ballade raconte que 1 300 ouvriers, 60 apprentis et 45 maîtres maçons sous la direction d'un maître d'œuvre, tentaient de construire le pont qui s'effondrait toutes les nuits. Un oiseau doué de parole vint dire au maître qu'il ne pourrait achever son pont que s'il sacrifiait sa femme. Elle commença par maudire son mari, avant de finalement lui accorder sa bénédiction avant de mourir, emmurée dans une des piles. Le pont tint. Selon un chroniqueur local, Panagiótis Aravantinós (en), le pont daterait de l'époque romaine. D'autres traditions le datent du despotat d'Épire et l'attribuent à Michel II Doukas. D'autres encore évoquent la première décennie du XVIe siècle. Une autre légende locale, présentée dans le Musée du folklore local, évoque la construction du pont comme une expiation à la suite d'un crime. Quant à Séraphim, le métropolite d'Árta, il affirme que le pont aurait été financé par un épicier.
Un théâtre datant du IVe siècle de notre ère a aussi été mis au jour.
La mosquée Faik-Pacha, sur la rive droite de l'Árachthos à environ 1,5 km au nord du pont d'Árta, constitue l'un des principaux vestiges du passé ottoman de la ville.
L'église de la Panaghía Parigorítissa a reçu 9 371 visiteurs en 2019.

## Musées
On trouve à Árta un musée archéologique (en), un musée du folklore et un musée historique constitué grâce aux collections Skoúfas.

## Personnalités liées à la ville
- Nikólaos Skoúfas, fondateur de la Filikí Etería
- Geórgios Karaïskákis, héros de la guerre d'indépendance grecque
- Antónios Nikopolídis, joueur de football
- Yánnis Anastasíou, joueur de football
- Ishak Effendi, mathématicien ottoman